# Snorre Lund
Snorre Harsem Lund, född 1 april 2001, är en norsk brottare som tävlar i grekisk-romersk stil. Han tävlar för Sp-09.

## Karriär
Lund tog silver i norska mästerskapet 2018 och guld 2020 i 55 kg-klassen. Under 2020 slutade han även på 10:e plats i 55 kg-klassen vid EM 2020 i Rom.
2021 tog Lund guld i 60 kg-klassen vid Nordiska mästerskapet i Herning. Han fick gå upp 5 kg i viktklass då det var tävlingens lägsta viktklass. I finalen besegrade Lund Mario Mägisalu från Estland med 9–0. Under året tävlade han även vid VM i Oslo och slutade på 16:e plats i 55 kg-klassen. Lund förlorade sin första match mot japanska Ken Matsui med 9–0 och sedan mot turkiska Ekrem Öztürk i återkvalet med 8–0.

## Tävlingar
| År   | Tävling               | Ort       | Viktklass | Placering  |
| ---- | --------------------- | --------- | --------- | ---------- |
| 2016 | Ungdoms-EM            | Stockholm | 42 kg     | 18:e plats |
| 2018 | Norska mästerskapet   | Bodø      | 55 kg     | Silver     |
| 2018 | Ungdoms-EM            | Skopje    | 55 kg     | 20:e plats |
| 2020 | EM                    | Rom       | 55 kg     | 10:e plats |
| 2020 | Norska mästerskapet   | Fauske    | 55 kg     | Guld       |
| 2021 | VM                    | Oslo      | 55 kg     | 16:e plats |
| 2021 | Nordiska mästerskapet | Herning   | 60 kg     | Guld       |